# Papyrus 65
Papyrus PSI 1373 ({\displaystyle {\mathfrak {P}}}65 nach Gregory-Aland) ist eine frühe griechische Handschrift des Neuen Testaments. Dieses Papyrusmanuskript enthält Teile des 1. Brief des Paulus an die Thessalonicher. Mittels Paläographie wurde es auf das 3. Jahrhundert datiert.

## Text
Die Handschrift enthält die Verse 1,3 bis 2,1 sowie 2,6–13.
Der Text des Kodex repräsentiert den Alexandrinischen Texttyp. Aland ordnete ihn in Kategorie I ein, jedoch ist die Handschrift zu kurz für Gewissheit.
Nach Comfort stammen {\displaystyle {\mathfrak {P}}}49 und {\displaystyle {\mathfrak {P}}}65 von derselben Handschrift.
Der Text wurde erstmals 1957 von Vittorio Bartoletti veröffentlicht.
Die Handschrift wird zurzeit im Istituto Papirologico „Girolamo Vitelli“ in Florenz unter der Signatur PSI 1373 aufbewahrt.